# Daniel Elias Böhm
Daniel Elias Böhm (* 9. September 1986 in Zittau) ist ein deutscher Musiker und Schauspieler.

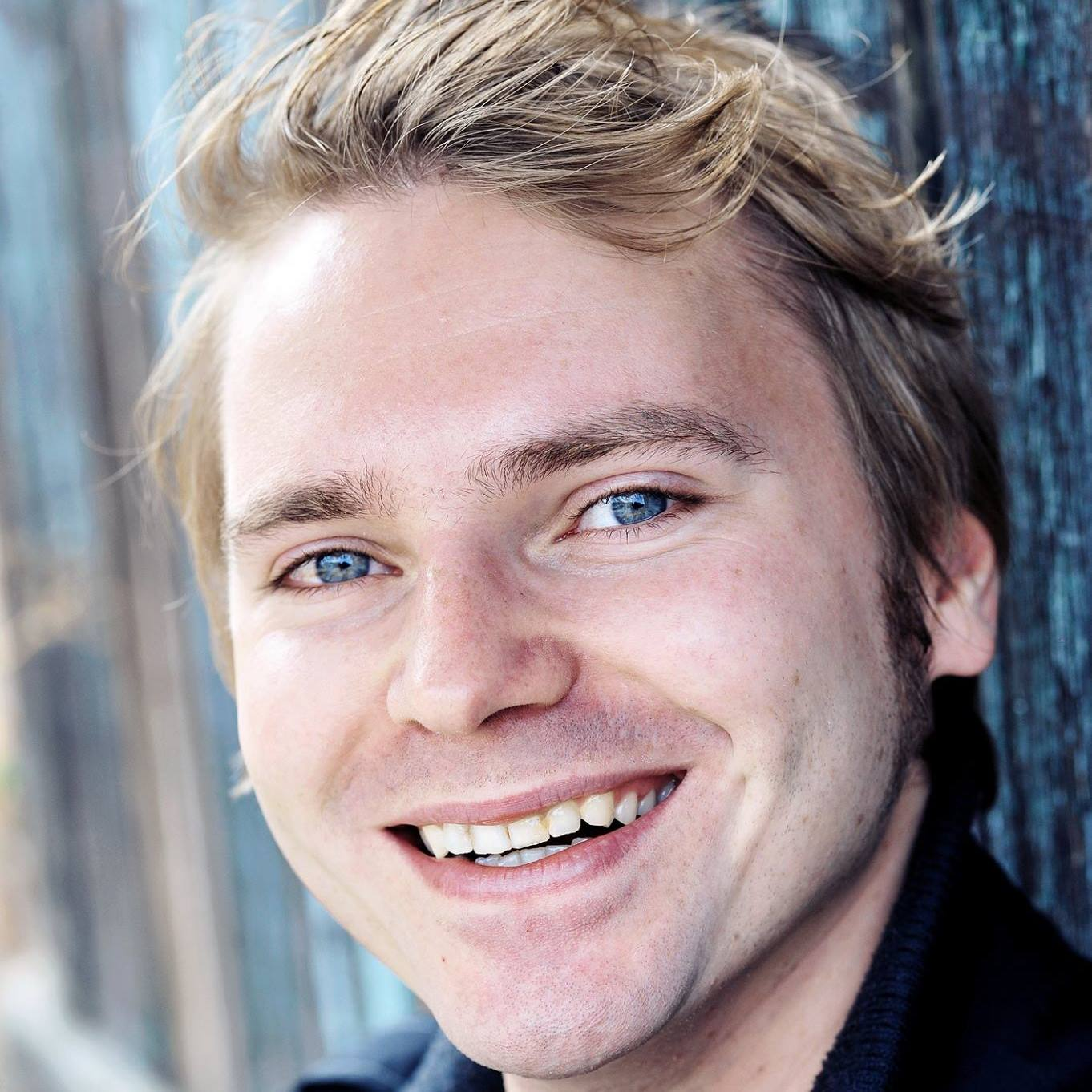
Daniel Elias Böhm 2015

## Leben
Daniel Elias Böhm wurde als Sohn eines Bowling-Bar-Betreibers geboren, seine Mutter war in der Textilindustrie tätig.
Seine Kindheit verbrachte Böhm in Großschönau und Hainewalde. In Großschönau besuchte Böhm von 1998 bis 2004 die Pestalozzi-Mittelschule und wechselte 2004 an das berufliche Schulzentrum für Technik nach Zittau. Dort legte Böhm 2007 erfolgreich sein Abitur ab.
Er absolvierte 2007/2008 den Zivildienst am „Haus Carola“ in Hainewalde.
Danach hospitierte Böhm in Regie und Dramaturgie am Gerhart-Hauptmann-Theater Zittau. Von 2008/2009 unter der Intendanz von Roland May. 2009/2010 unter der Intendanz von Carsten Knödler.
Im Jahre 2010 begann Böhm eine Schauspielausbildung an der Theaterakademie Vorpommern. Während der Ausbildung war er ein Jahr lang Ensemblemitglied an der Vorpommerschen Landesbühne unter der Intendanz von Wolfgang Bordel.

## Karriere
Die ersten musikalischen Erfolge konnte Böhm mit seiner ersten Band „Treibsand“ verzeichnen. Gegründet wurde die Gruppe im Jahr 2004, welche am ehesten in das Genre Metal einzuordnen ist. Es folgten Auftritte in lokalen Jugendclubs und bei umliegenden Veranstaltungen. Am 31. März 2007 einigte sich die Band auf ein Abschiedskonzert und löste sich auf.
Böhm startete im Jahr 2005 parallel zur Band „Treibsand“ ein zweites Projekt, bei dem er sich musikalisch erweitern wollte. Die neue Gruppe von Musikern sollte sich nicht in ein Genre stecken lassen. So wurde zusammen mit Christian Neumann, Simon Schubert und Daniel Radisch die Band „Am Tropf“ gegründet. In den ersten Monaten nach der Gründung wurde bei Böhm zu Hause im Hobbyraum geprobt. Dazu wurden teilweise einstudierte und teilweise improvisierte Texte mit einem individuellen musikalischen Charakter unterlegt. Damit erhielt jeder Song einen eigenen Stil. Die Genres wechselten zwischen Rock, Punk, Schlager und Pop. Der Bekanntheitsgrad der Gruppe wuchs und so folgten fast wöchentlich Auftritte in der ganzen Oberlausitz. Die Band wurde auch vereinzelt in Dresden und sogar Bayern gebucht. Mitunter sind bis weit über 100 Fans bei den Konzerten anwesend gewesen. 2007 wurde der Bassist Daniel Radisch durch Marco Jochmann ersetzt. Bedingt durch die örtliche Verlagerung der Arbeit und des Studiums der Bandmitglieder wurden die Auftritte auf ein Minimum zurückgefahren. Die Band besteht aber nach wie vor.
Nach dem Abitur 2007 folgte eine dreijährige Praktikantentätigkeit beim Gerhart Hauptmann-Theater in Zittau. Böhm entdeckte schnell, dass Musik alleine nicht reicht. Die Schauspielerei hat es ihm angetan. Und so schrieb er sich für die Theaterakademie Vorpommern im September 2010 als Schauspiel-Student ein.
Im September 2013 verließ er mit erfolgreich abgeschlossenem Schauspielstudium Zinnowitz und bekam einen Vertrag an der Vorpommerschen Landesbühne in Anklam.
Ein Jahr nach dem Studium bewarb sich Böhm an der Württembergischen Landesbühne Esslingen und wurde angenommen. Dort arbeitet Böhm bis zum aktuellen Tag.
Als neues Projekt versucht sich Böhm als Solo-Sänger im Genre Schlager zu etablieren. Unter seinem Künstlernamen „Elias“ hat er am 13. August 2016 sein erstes Album mit dem Namen „Momente“ veröffentlicht.

## Erfolge
Mit seiner ersten Band „Treibsand“ wurde 2006 ein Album namens „Demo“ veröffentlicht. Darauf folgte eine Live-DVD namens „Hoffnungslos“, welche in der Zittauer Jugendlokalität „Hasenbergpalais“ aufgenommen wurde. Beide Veröffentlichungen sind nur lokal begrenzt bekannt geworden.
Mit „Am Tropf“ wurden zwei Alben veröffentlicht. 2007 kam das erste Album „The best of greatest Hits“ und 2009 das Album „und fertsch“ raus. Mit dem Verkauf konnten zwar nur die Kosten gedeckt werden, jedoch wuchs die Erfahrung durch jedes veröffentlichte Album. Zur Veröffentlichung des ersten Albums wurden sogar eigens Bieretiketten mit dem Bandlogo gedruckt und auf 800 Flaschen Bier aufgebracht.
An der Württembergischen Landesbühne wirkt Böhm in einigen Stücken mit, wie zum Beispiel „Zwei Schwestern bekommen Besuch“, „Fatima und der Traumdieb“ oder „Die Kurzhosengang“.

## Werke
| Jahr | Titel                     | Anmerkungen                                                                           |
| ---- | ------------------------- | ------------------------------------------------------------------------------------- |
| 2006 | Demo                      | CD aufgenommen mit „Treibsand“                                                        |
| 2006 | Hoffnungslos              | Live-Mitschnitt als DVD bei einem Auftritt im „Hasenbergpalais“ in Zittau aufgenommen |
| 2007 | The best of greatest Hits | CD im Proberaum mit „Am Tropf“ aufgenommen                                            |
| 2009 | und fertsch               | Zweite CD mit der Band „Am Tropf“ aufgenommen im Proberaum                            |
| 2016 | Momente                   | Erstes Album unter dem Pseudonym „Elias“                                              |

Mitgewirkt bei folgenden (ausgewählten) Theaterstücken:
| Titel                           | Bühne                                  |
| ------------------------------- | -------------------------------------- |
| Der Lebkuchenmann               | Vorpommersche Landesbühne              |
| Machos auf Eis                  | Vorpommersche Landesbühne              |
| Krach in Chiozza                | Vorpommersche Landesbühne              |
| Zorgamazoo                      | Württembergische Landesbühne Esslingen |
| Punk-Rock                       | Württembergische Landesbühne Esslingen |
| Die Kurzhosengang               | Württembergische Landesbühne Esslingen |
| Zwei Schwestern bekommen Besuch | Württembergische Landesbühne Esslingen |
| Der Luftballon                  | Württembergische Landesbühne Esslingen |